# 6 giugno
Il 6 giugno è il 157º giorno del calendario gregoriano (il 158º negli anni bisestili). Mancano 208 giorni alla fine dell'anno.

## Eventi
- 1453 – Secondo la tradizione, in questo giorno si verifica il miracolo eucaristico di Torino;
- 1508 – Le forze della Repubblica di Venezia in Friuli sconfiggono Massimiliano I d'Asburgo, costringendolo a firmare una tregua triennale e a cedere loro diversi territori;
- 1513 – Viene combattuta la battaglia di Novara;
- 1523 – Gustav Vasa viene eletto re di Svezia;
- 1809 – La Svezia promulga la costituzione;
- 1833 – Andrew Jackson diventa il primo presidente degli Stati Uniti d'America a viaggiare in treno;
- 1844 – Viene fondata a Londra la Young Men's Christian Association (YMCA);
- 1857 – Sofia di Nassau sposa il futuro re Oscar II di Svezia-Norvegia;
- 1859 – La regina Vittoria firma le carte che rendono il Queensland una colonia separata;
- 1862 – Guerra di secessione americana: l'Unione conquista Memphis (Tennessee);
- 1912 – Inizia l'eruzione di Novarupta in Alaska, la seconda più grande eruzione vulcanica in tempi storici;
- 1919 – Viene pubblicato sul Popolo d'Italia il Manifesto dei Fasci Italiani di Combattimento[senza fonte];
- 1925 – Viene fondata la Chrysler Corporation;
- 1933 – Apre il primo drive-in a Camden (New Jersey);
- 1944 – Seconda guerra mondiale, D-Day: lo Sbarco in Normandia dà il via all'Operazione Overlord;
- 1945 – Seconda guerra mondiale, Norvegia: il re Haakon VII di Norvegia riprende il trono;
- 1946 – Viene fondata la National Basketball Association (NBA);
- 1951 – A Berlino si tiene la prima edizione del Festival internazionale del cinema di Berlino;
- 1956 – David Marshall, 1º primo ministro di Singapore, si dimette;
- 1966 – James Howard Meredith, attivista dei diritti civili, viene ferito mentre cerca di marciare attraverso il Mississippi;
- 1971
  - Lancio della navetta Sojuz 11;
  - John Lennon e Yōko Ono si esibiscono dal vivo con Frank Zappa e i Mothers of Invention in una jam session che verrà poi inclusa nell'album Some Time in New York City;
- 1974 – In Svezia viene promulgata una nuova costituzione che la rende una monarchia parlamentare;
- 1982 – Il ministro della difesa israeliano Ariel Sharon dà inizio all'Operazione "Pace in Galilea" in Libano;
- 1984 – In Unione Sovietica viene distribuita la prima versione di Tetris;
- 1985 – Viene localizzato e riesumato il corpo del criminale di guerra nazista Josef Mengele;
- 2000 – La suora cattolica italiana Maria Laura Mainetti viene martirizzata da tre sataniste a Chiavenna;
- 2012 – Ultimo transito di Venere sulla traiettoria solare del XXI secolo;
- 2024 – Elezioni europee del 2024.

## Nati
Ci sono circa 1 250 voci su persone nate il 6 giugno; vedi la pagina Nati il 6 giugno per un elenco descrittivo o la categoria Nati il 6 giugno per un indice alfabetico.

## Morti
Ci sono circa 500 voci su persone morte il 6 giugno; vedi la pagina Morti il 6 giugno per un elenco descrittivo o la categoria Morti il 6 giugno per un indice alfabetico.

## Feste e ricorrenze

### Civili
Nazionali:
- Corea del Sud – Giorno della memoria
- Queensland – Giorno del Queensland
- Svezia – Festa nazionale

### Religiose
Cristianesimo:
- San Norberto di Prémontré, vescovo
- Sant'Alessandro di Fiesole, vescovo
- Santi Artemio, Candida e Paolina, martiri
- San Bessarione d'Egitto, anacoreta
- San Brelade, monaco
- San Cerazio di Grenoble, vescovo
- San Claudio di Besançon, abate e vescovo
- San Colmoco, vescovo in Scozia
- Sant'Eustorgio II, vescovo
- San Gerardo dei Tintori, confessore
- San Gilberto d'Alvernia, eremita e abate
- Santa Grazia martire
- San Iarlath, vescovo
- Sant'Ilarione il Giovane, archimandrita
- San Marcellin Champagnat, sacerdote
- Santi Padri mercedari di Avignone
- Santi Pietro Dung, Pietro Thuan e Vincenzo Duong, martiri
- San Rafael Guízar Valencia, vescovo
- Beato Bertrando di San Genesio, vescovo e martire
- Beato Falcone, abate
- Beato Guglielmo Greenwood, sacerdote certosino, martire
- Beato Innocenty Jozef Wojciech Guz, sacerdote e martire
- Beato Lorenzo da Villamagna, sacerdote
- Beato Odoardo Focherini, martire
- Beata suor Maria Laura Mainetti, martire

Religione romana antica e moderna:
- Dies religiosus[senza fonte]
- Incoronazione del Colosso di Nerone (Colossus coronatur)